# Gorges (Loire-Atlantique)
Pour les articles homonymes, voir Gorges.
Gorges est une commune de l'Ouest de la France, située dans le département de la Loire-Atlantique, en région Pays de la Loire. Gorges fait partie du pays nantais et de la Bretagne historique. Elle forme avec trois communes contiguës l'unité urbaine de Clisson.
Ses habitants s'appellent les Gorgeois et les Gorgeoises.

## Géographie

### Situation
Gorges est située sur la Sèvre nantaise, à quatre kilomètres au nord-ouest de Clisson et vingt kilomètres au sud-est de Nantes.
La superficie de la commune est de 16,40 km2 (1 639,6 hectares).
| Monnières               | Le Pallet                | Mouzillon |
|                         | Gorges                   | Clisson   |
| Saint-Lumine-de-Clisson | Saint-Hilaire-de-Clisson |           |

### Géographie physique

#### Topographie et hydrographie
L'altitude moyenne est de 35 mètres. Gorges est traversée par la Sèvre nantaise, affluent de la Loire.

### Climat
Pour des articles plus généraux, voir Climat des Pays de la Loire et Climat de la Loire-Atlantique.
En 2010, le climat de la commune est de type climat océanique franc, selon une étude du CNRS s'appuyant sur une série de données couvrant la période 1971-2000. En 2020, Météo-France publie une typologie des climats de la France métropolitaine dans laquelle la commune est exposée à un climat océanique et est dans la région climatique  Bretagne orientale et méridionale, Pays nantais, Vendée, caractérisée par une faible pluviométrie en été et une bonne insolation. 
Pour la période 1971-2000, la température annuelle moyenne est de 12 °C, avec une amplitude thermique annuelle de 13,6 °C. Le cumul annuel moyen de précipitations est de 795 mm, avec 12,3 jours de précipitations en janvier et 6,3 jours en juillet. Pour la période 1991-2020, la température moyenne annuelle observée sur la station météorologique de Météo-France la plus proche, « Haie-Fouassière », sur la commune de La Haie-Fouassière à 9 km à vol d'oiseau, est de 12,8 °C et le cumul annuel moyen de précipitations est de 858,5 mm,. Pour l'avenir, les paramètres climatiques de la commune estimés pour 2050 selon différents scénarios d'émission de gaz à effet de serre sont consultables sur un site dédié publié par Météo-France en novembre 2022.

### Voies de communication et transports
La commune est traversée dans le sens nord-sud par les routes départementales 763 puis 113 entre Mouzillon et Saint-Hilaire-de-Clisson et dans le sens est-ouest par la route départementale 59 entre Monnières et Clisson.
Gorges dispose d'une gare qui se trouve sur la ligne de Nantes-Orléans à Saintes et qui est desservie par les TER Pays de la Loire, et notamment les tram-trains circulant entre Nantes et Clisson, au rythme de 8,5 allers-retours par jour en semaine. Elle est située au sud du bourg, au niveau du pont rejoignant la route de Saint-Fiacre, emplacement inauguré le 14 décembre 2014, après une année de travaux. Elle était auparavant située au nord-ouest, à plus de 1 200 mètres du bourg. Ce déplacement a pour but de permettre la desserte de la gare par les 22 allers-retours du tram-train de Nantes à Clisson à partir du 5 juillet 2015 car située plus proche du bourg.

## Urbanisme

### Typologie
Au 1er janvier 2024, Gorges est catégorisée petite ville, selon la nouvelle grille communale de densité à sept niveaux définie par l'Insee en 2022.
Elle appartient à l'unité urbaine de Clisson, une agglomération inter-départementale regroupant quatre  communes, dont elle est ville-centre,,. Par ailleurs la commune fait partie de l'aire d'attraction de Nantes, dont elle est une commune de la couronne,. Cette aire, qui regroupe 116 communes, est catégorisée dans les aires de 700 000 habitants ou plus (hors Paris),.

### Occupation des sols
L'occupation des sols de la commune, telle qu'elle ressort de la base de données européenne d’occupation biophysique des sols Corine Land Cover (CLC), est marquée par l'importance des territoires agricoles (86,3 % en 2018), en diminution par rapport à 1990 (91,5 %). La répartition détaillée en 2018 est la suivante :
cultures permanentes (36,6 %), zones agricoles hétérogènes (27,5 %), prairies (18,6 %), zones urbanisées (10 %), mines, décharges et chantiers (3,8 %), terres arables (3,6 %). L'évolution de l’occupation des sols de la commune et de ses infrastructures peut être observée sur les différentes représentations cartographiques du territoire : la carte de Cassini (XVIIIe siècle), la carte d'état-major (1820-1866) et les cartes ou photos aériennes de l'IGN pour la période actuelle (1950 à aujourd'hui).

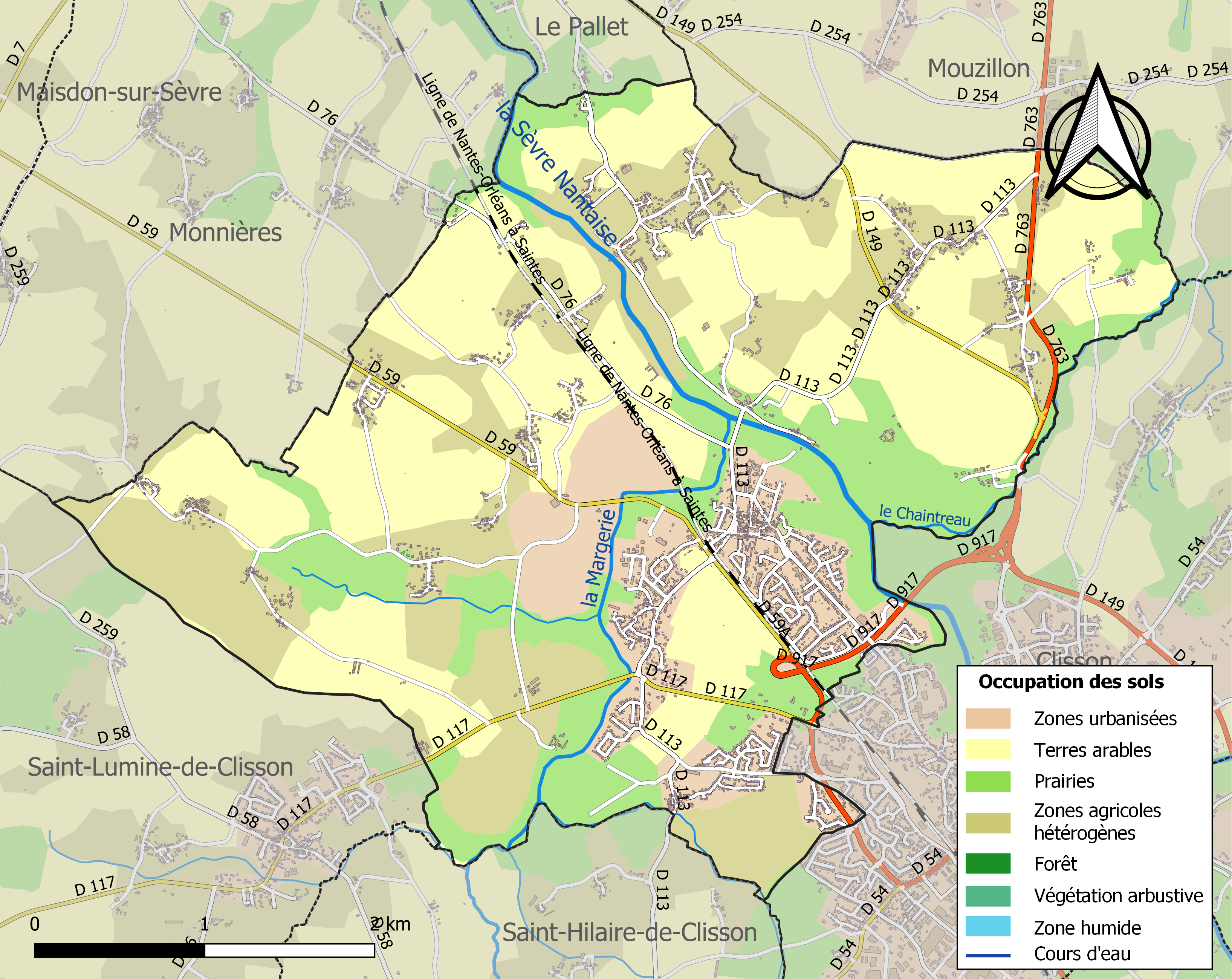
Carte des infrastructures et de l'occupation des sols de la commune en 2018 (CLC).

## Toponymie
Le nom de la localité est attesté sous les formes de Gorgio en 1179, Gorgia au XIVe siècle,.
De l'oïl gort, gour dans le sens de « fosse profonde dans une rivière, pièce d'eau profonde et bourbeuse, marécage profond, réservoir ».
Gorges se trouve sur la limite entre poitevin et gallo. En gallo, son nom est prononcé comme en français et s'écrit Gorje (écriture ABCD)  ou Gorj (écriture ELG).
La forme bretonne proposée par l'Office public de la langue bretonne est Gored.

## Histoire

### Antiquité
Pendant l'Antiquité, Gorges se situe dans le pays des Pictons dans l'Aquitaine seconde.

### Moyen Âge
Gorges faisait partie des Marches de Bretagne et de la seigneurie de Clisson. Son origine remonte à l’Âge de la pierre et l’implantation gauloise est prouvée. De même, on trouve des vestiges de la présence romaine.

Au Moyen Âge, un premier château féodal en bois et en pierre avait été construit à l’emplacement du manoir de La Motte.
Les autres terres nobles étaient L’Oiselinière, la Bourdonnière, la Gohardière, la Bâtardière et la Sénardière, dont les bâtiments sont aujourd’hui les plus anciens que l’on peut admirer sur la commune, avec le moulin du Liveau et la filature d’Angreviers.
Les Templiers s’implantèrent dans la paroisse vers le début du XIIIe siècle. Trois pierres tombales, frappées de leurs insignes, sont encore visibles au presbytère (siège actuel de la mairie et du centre associatif).

### Période moderne

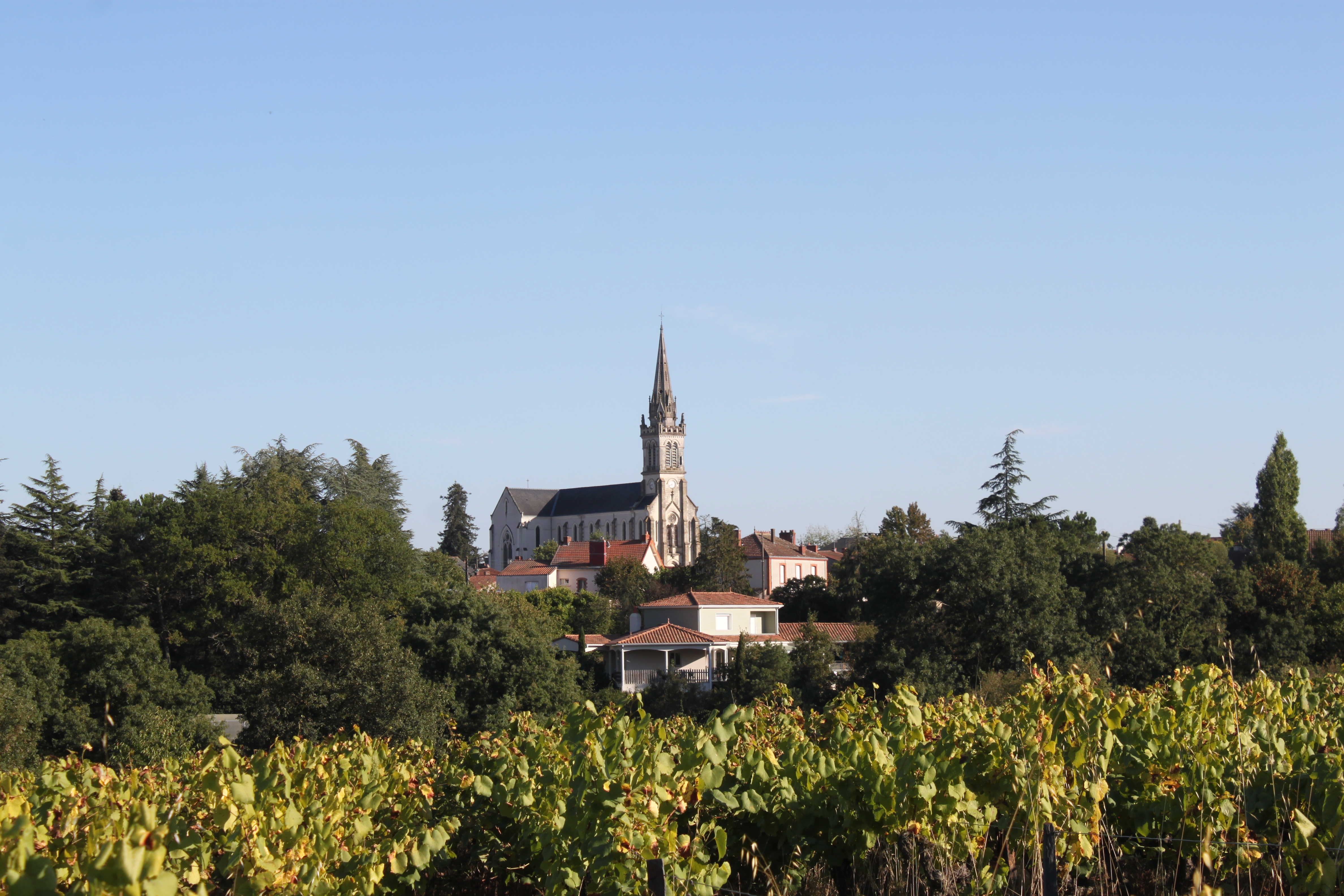
L'église Saint-Martin, vue de la route de Monnières (D76).

La Bourdonnière et L’Oiselinière, de style italien, ont été reconstruits à la Renaissance. C’est à l’Oiselinière que se trouve le plus ancien parchemin daté de 1636, mentionnant l’existence du plant « Muscadet ».
Pendant la Révolution française, Gorges prend part aux guerres de Vendée. Vers avril 1793, les paysans gorgeois prennent les armes. La paroisse de Gorges n’est devenue commune de Gorges qu’après la Révolution de 1789. Une nouvelle église fut construite entre 1860 et 1871 pour remplacer l'ancien édifice datant du XVIe siècle.

### Période contemporaine
En 1866, l'actuelle gare de Clisson récemment construite sur l'axe ferroviaire Nantes - Saintes, se situait à l'origine sur le territoire de la commune de Gorges. Les clissonnais souhaitaient récupérer la jouissance du nouvel équipement, au grand dam des gorgeois. La rivalité entre les deux municipalités fut telle, qu'il fallut faire appel à l’arbitrage du préfet. L’annexion de la gare et l'emprise ferroviaire environnante fut prononcée en 1932 en faveur de Clisson qui versa une compensation financière à Gorges, laquelle eu l’autorisation d’avoir sa propre gare, en fait une halte située au bas du bourg (situé sur une colline). Celle-ci resta en service jusqu'en décembre 2014, avant d'être remplacée par l'actuelle gare située plus proche du bourg.

## Politique et administration

### Administration municipale
Le conseil municipal de la commune de Gorges est composé de 23 membres : le maire, 6 adjoints et 16 conseillers municipaux.

### Jumelages
- Alatri (Italie) depuis 2000

### Fiscalité
| Taxe                                                | part communale | Part départementale | Part régionale |
| --------------------------------------------------- | -------------- | ------------------- | -------------- |
| Taxe d'habitation (TH)                              | 13,29 %        | 6,96 %              | 0,00 %N1       |
| Taxe foncière sur les propriétés bâties (TFPB)      | 13,99 %        | 6,68 %              | 2,63 %         |
| Taxe foncière sur les propriétés non bâties (TFPNB) | 46,04 %        | 16,90 %             | 5,02 %         |
| Taxe professionnelle (TP)                           | 0,00 %N2       | 8,50 %              | 2,76 %         |

- N1 La part régionale n'est pas applicable sur la taxe d'habitation.
- N2 Pour la taxe professionnelle il n'y a pas de part communale, mais une part intercommunale de 12,71 %

## Population et société

### Démographie
Selon le classement établi par l'Insee, Gorges est une commune multipolarisée. Elle fait partie de l'unité urbaine et du bassin de vie de Clisson et de la zone d'emploi de Nantes. Toujours selon l'Insee, en 2010, la répartition de la population sur le territoire de la commune était considérée comme « intermédiaire » : 56 % des habitants résidaient dans des zones « intermédiaires », 43 % dans des zones « peu denses » et 1 % dans des zones « très peu denses ».

#### Évolution démographique
L'évolution du nombre d'habitants est connue à travers les recensements de la population effectués dans la commune depuis 1793. Pour les communes de moins de 10 000 habitants, une enquête de recensement portant sur toute la population est réalisée tous les cinq ans, les populations de référence des années intermédiaires étant quant à elles estimées par interpolation ou extrapolation. Pour la commune, le premier recensement exhaustif entrant dans le cadre du nouveau dispositif a été réalisé en 2005.

En 2022, la commune comptait 5 090 habitants, en évolution de +12,04 % par rapport à 2016 (Loire-Atlantique : +6,68 %, France hors Mayotte : +2,11 %).
| 1793 | 1800 | 1806 | 1821 | 1831  | 1836  | 1841  | 1846  | 1851  |
| ---- | ---- | ---- | ---- | ----- | ----- | ----- | ----- | ----- |
| 450  | 430  | 814  | 825  | 1 598 | 1 503 | 1 518 | 1 680 | 1 683 |

| 1856  | 1861  | 1866  | 1872  | 1876  | 1881  | 1886  | 1891  | 1896  |
| ----- | ----- | ----- | ----- | ----- | ----- | ----- | ----- | ----- |
| 1 703 | 1 737 | 1 676 | 1 735 | 1 772 | 1 855 | 1 846 | 1 801 | 1 701 |

| 1901  | 1906  | 1911  | 1921  | 1926  | 1931  | 1936  | 1946  | 1954  |
| ----- | ----- | ----- | ----- | ----- | ----- | ----- | ----- | ----- |
| 1 635 | 1 739 | 1 722 | 1 531 | 1 594 | 1 595 | 1 360 | 1 556 | 1 671 |

| 1962  | 1968  | 1975  | 1982  | 1990  | 1999  | 2005  | 2006  | 2010  |
| ----- | ----- | ----- | ----- | ----- | ----- | ----- | ----- | ----- |
| 1 563 | 1 701 | 2 028 | 2 379 | 2 603 | 2 650 | 3 127 | 3 420 | 4 189 |

| 2015  | 2020  | 2022  | - | - | - | - | - | - |
| ----- | ----- | ----- | - | - | - | - | - | - |
| 4 495 | 4 950 | 5 090 | - | - | - | - | - | - |

#### Pyramide des âges
La population de la commune est relativement jeune.
En 2018, le taux de personnes d'un âge inférieur à 30 ans s'élève à 38,2 %, soit au-dessus de la moyenne départementale (37,3 %). À l'inverse, le taux de personnes d'âge supérieur à 60 ans est de 19,0 % la même année, alors qu'il est de 23,8 % au niveau départemental.
En 2018, la commune comptait 2 303 hommes pour 2 449 femmes, soit un taux de 51,54 % de femmes, légèrement supérieur au taux départemental (51,42 %).
Les pyramides des âges de la commune et du département s'établissent comme suit.
| Hommes | Classe d’âge | Femmes |
| ------ | ------------ | ------ |
| 0,3    | 90 ou +      | 1,8    |
| 4,2    | 75-89 ans    | 6,3    |
| 12,3   | 60-74 ans    | 12,9   |
| 20,7   | 45-59 ans    | 20,1   |
| 22,0   | 30-44 ans    | 23,0   |
| 16,3   | 15-29 ans    | 13,0   |
| 24,2   | 0-14 ans     | 23,0   |

| Hommes | Classe d’âge | Femmes |
| ------ | ------------ | ------ |
| 0,6    | 90 ou +      | 1,8    |
| 6      | 75-89 ans    | 8,6    |
| 15,1   | 60-74 ans    | 16,4   |
| 19,4   | 45-59 ans    | 18,8   |
| 20,1   | 30-44 ans    | 19,3   |
| 19,2   | 15-29 ans    | 17,4   |
| 19,5   | 0-14 ans     | 17,6   |

## Économie

### Emploi
En 2006, on comptait 76,4 % d'actifs (dont 4,9 % de chômeurs), 7,9 % de retraités, 9,7 % de jeunes scolarisés et 6,0 % de personnes sans activité.
| Type d'emploi               | Agriculteurs | Artisans, commerçants, chefs d'entreprise | Cadres, professions intellectuelles | Professions intermédiaires | Employés | Ouvriers |
| --------------------------- | ------------ | ----------------------------------------- | ----------------------------------- | -------------------------- | -------- | -------- |
| Gorges                      | 39           | 75                                        | 175                                 | 403                        | 496      | 487      |
| Sources des données : Insee |              |                                           |                                     |                            |          |          |

### Activités
La commune dispose d'un parc d'activités, la ZA du Pré Neuf.
On trouve à Gorges une activité viticole avec la production de deux appellation, le muscadet et le muscadet-sèvre-et-maine. Dans le cas de cette seconde appellation, les producteurs peuvent rajouter le nom de la commune : Gorges (http://www.microzone-dev.com/crugorges/index.php/fr/, Le Pallet et Clisson sont les trois dénominations géographiques reconnues par l'INAO depuis 2011. Pour ces crus, les règles sont plus strictes que pour le reste de l'appellation :
- la production est limitée à 45 hectolitres par hectare au lieu de 55 ou 65 ;
- les vignes ne peuvent être exploitées pour ce cru que si elles ont au moins six ans ;
- la potentiel d'alcool doit être de 11° minimum ;
- un élevage sur lie de 24 mois minimum est imposé.

## Vie locale
Gorges dispose d'un bureau de poste, d'une salle polyvalente et d'une ADMR (aide à domicile en milieu rural).

### Santé
Pour les soins, il y a une pharmacie et une maison de retraite Le Bon Vieux Temps accueille les personnes âgées.

### Cultes
Culte catholique
La paroisse catholique Sainte-Marie-du-Val-de-Sèvre regroupe les communautés de Boussay, Clisson, Gétigné, Gorges, Saint Hilaire de Clisson, Monnières et Saint Lumine de Clisson.

### Écologie et recyclage
La communauté de Communes de la Vallée de Clisson gère la collecte de la commune. Il y a une collecte hebdomadaire des ordures ménagères. Une collecte des ordures issues du tri sélectif a lieu toutes les deux semaines. La déchèterie dont dépend la commune se situe dans la commune-même.

### Enseignement
Gorges est rattachée à l'Académie de Nantes.

#### Écoles maternelles et primaires
- École publique Claire-Doré-Graslin (maternelle et primaire)
- École privée sous contrat d'association avec l'Etat Pie X Immaculée (maternelle et primaire)
- École privée sous contrat d'association avec l'Etat Notre Dame du Bon Accueil (primaire), Fondation Apprentis d'Auteuil, Angreviers

#### Collèges
- École privée sous contrat d'association avec l'Etat Notre Dame du Bon Accueil (primaire, collège et internat), Fondation Apprentis d'Auteuil, Angreviers

#### Lycées
- Lycée privé Charles-Péguy

### Sports
- L'Élan de Gorges Football évolue depuis la saison 2018/2019 en R2 (niveau régional).

## Patrimoine et culture locale

### Lieux et monuments

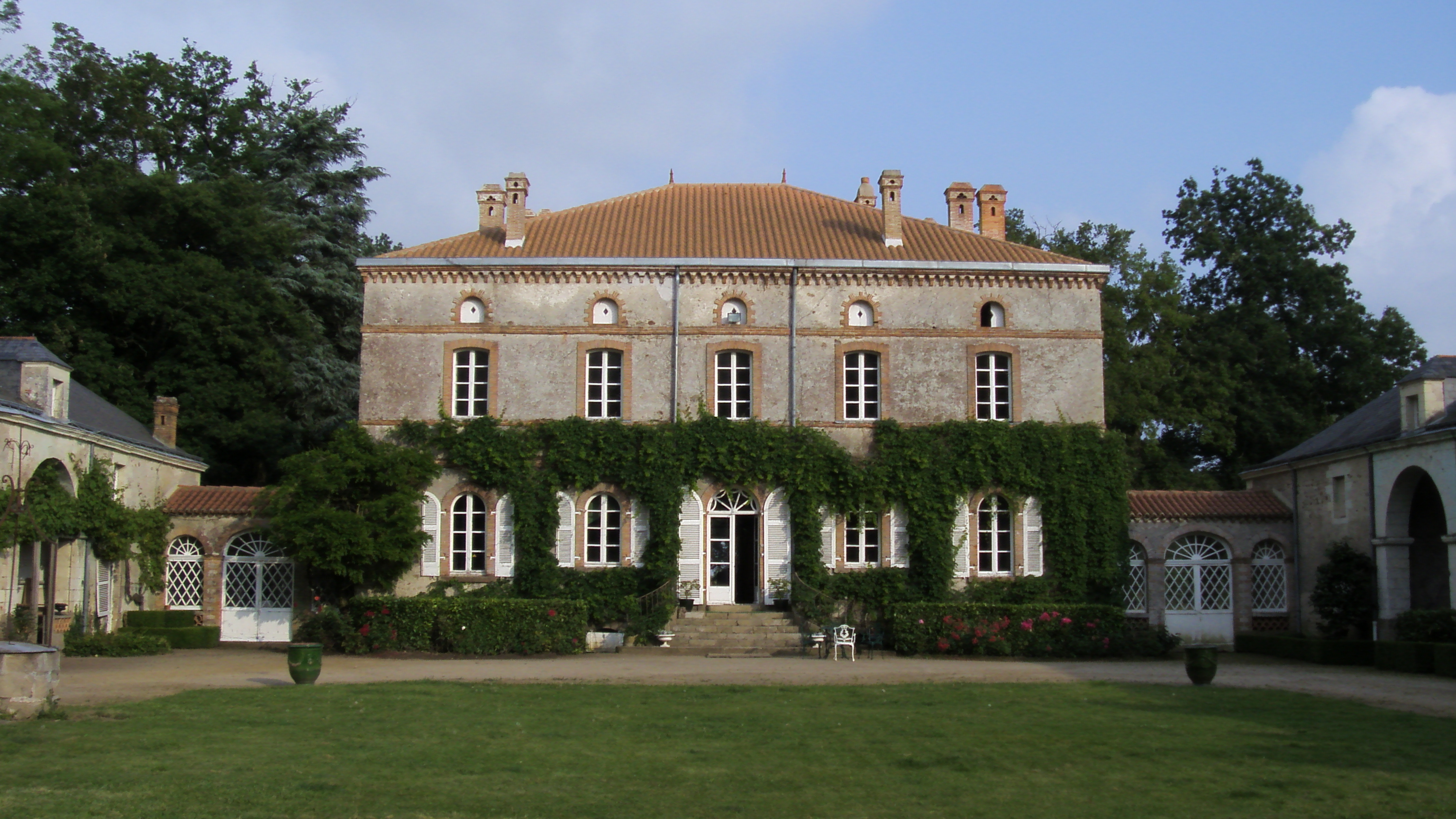
Château de l'Oiselinière

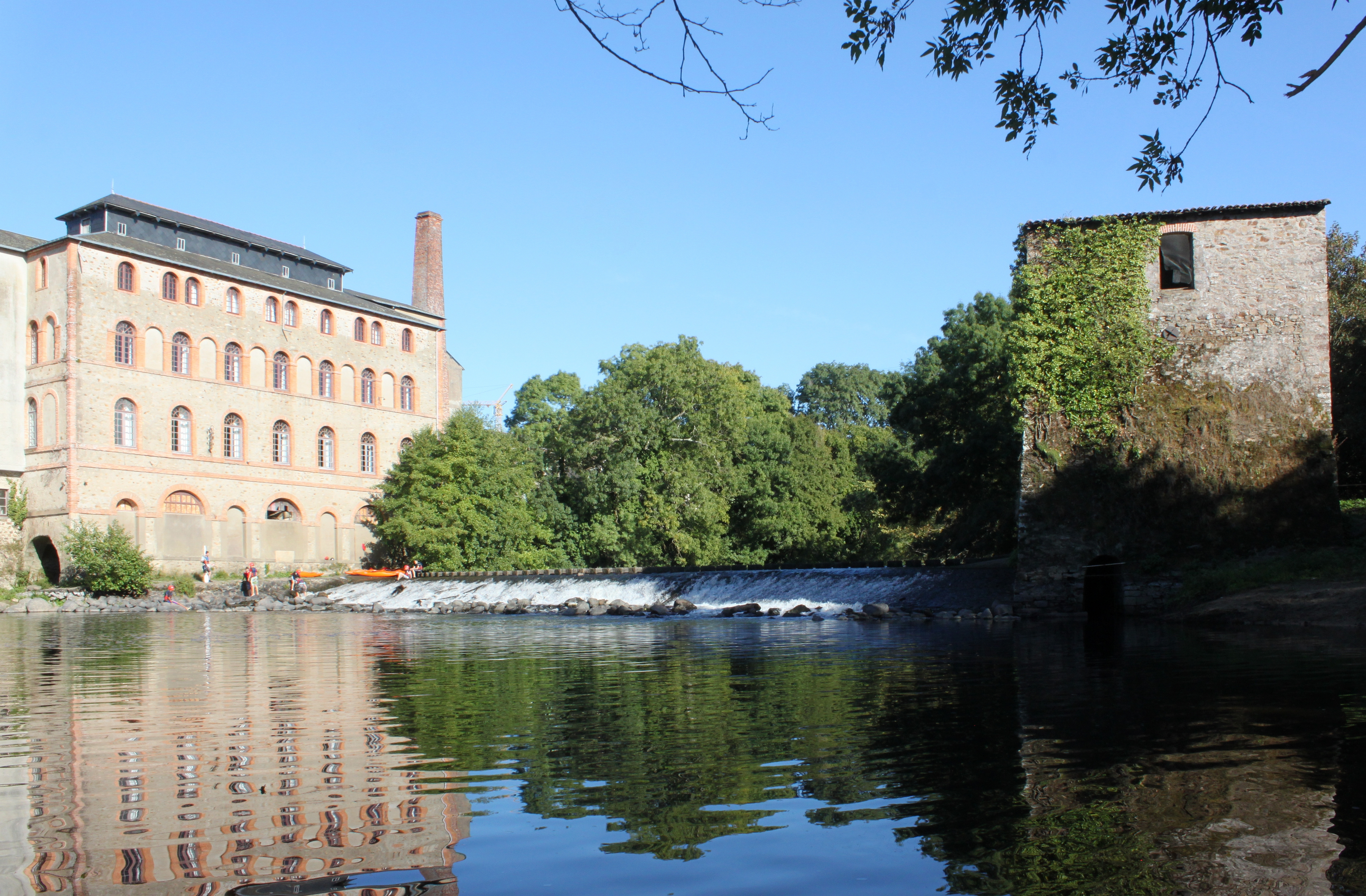
L'ancienne filature, le moulin et la chaussée, Angreviers.

- Le château de l'Oiselinière est une villa à l'italienne, construite de 1822 et 1835, aujourd'hui domaine viticole. Elle est précédée de communs, édifiés vers 1800, autour d'une vaste cour. Le château est entouré d'un parc, aménagé entre 1805 et 1809. Une partie du domaine (villa et communs pour leurs façades et toitures, ainsi que l'orangerie) est inscrite au titre des Monuments historiques, par arrêté du 14 novembre 1997[37].
- Le manoir la Batardière[38] (XVIe – XXe siècle).
- L'église Saint-Martin (XIXe siècle) est construite entre 1860 et 1871, en remplacement de l'ancienne église, datant du XVIe siècle. La flèche du clocher, haute de 48,40 mètres, est terminée en 1893. Elle possède une croix de procession en argent, datée par l'inscription GORGES 1788[39].
- Angreviers est une ancienne filature[40]. Le style architectural du bâtiment est de type italianisant, en vogue dans la région clissonnaise, à la suite de son introduction par l’architecte Lemot.
- Le Liveau est un ancien moulin transformé en papeterie en 1826[41].

Plusieurs jardins sont inscrits au pré-inventaire des jardins remarquables :
- Le jardin de l'Oiselinière, aménagé entre 1805 et 1809, entouré d'un fossé, comporte une orangerie, un puits et un belvédère.
- Le jardin Plouard qui possède un lavoir.
- Le parc de la Vergne, dont les éléments remarquables sont sa tonnelle et sa serre[42].

### Héraldique
| Blason | Blasonnement : Parti de gueules et d'or à la croix fleuronnée d'hermine brochant, cantonnée : au premier, d'un lion d'argent, couronné, lampassé et armé d'or ; au deuxième, d'un pic de mineur d'azur ; au troisième, d'une grappe de raisins d'argent tigée d'or ; au quatrième, d'une fleur de lys d'azur au pied nourri. Commentaires : Le blason est composé : de la croix de Jousseaume avec l'hermine évoquant le blasonnement d'hermine plain de la Bretagne, rappelant l'appartenance passée de la ville au duché de Bretagne ; le lion du blason de Clisson (de gueules au lion d'argent, couronné, lampassé et armé d'or) ; un pic évoquant la mine d'uranium ; une grappe représentant le vignoble ; une fleur de lys au pied nourri, car Gorges fut bordure des marches avantagères à la Sénardière. Blason conçu par l'héraldiste Michel Pressensé, enregistré le 3 octobre 1980. |

### Personnalités liées à la commune
- Les seigneurs de Clisson, propriétaires du domaine de l’Oiselinière.
- Le général Louis-Alexandre Audibert (1874 -1955), résistant et député de la Loire-Inférieure, se retira au Château de l'Oiselinière après sa carrière politique et y passa les neuf dernières années de vie.